# Rete tranviaria di Ancona
La rete tranviaria di Ancona fu in esercizio fra il 1881 e il 1949 e rappresentò l'unico impianto di tale tipo nelle Marche. Costruita per iniziativa privata e gestita con trazione a cavalli venne elettrificata nel 1909 e ampliata fino a raggiungere un'estensione di oltre 11 km, caratterizzando il panorama urbano di Ancona.
Pesantemente compromessa dai bombardamenti della seconda guerra mondiale, la tranvia fu infine sostituita da una rete filoviaria.

## Storia
Con l'entrata nel Regno d'Italia, Ancona assunse un ruolo militare di prim'ordine, divenendo una delle cinque "piazzeforti di prima classe" del regno. Tale situazione favorì ad un'accelerata introduzione di servizi cittadini moderni, fra cui quello di trasporto pubblico.

### Il servizio a cavalli

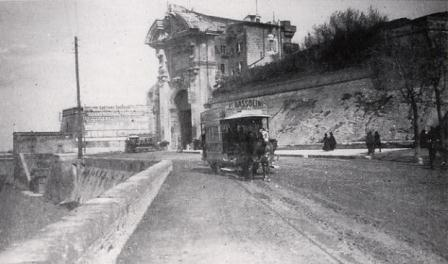
Tram a cavalli a Porta Pia

Nel 1878 fu approvato dal Comune di Ancona il progetto di costruzione della linea tranviaria a cavalli la cui concessione fu conferita il 7 luglio 1881 al conferimento della concessione all'imprenditore Giovanbattista Marotti, che fu altresì autorizzato a edificare uno stabilimento balneario. I lavori iniziati quasi subito furono per concludersi il 1º dicembre dello stesso anno, consentendo l'inaugurazione del servizio il giorno 1º dicembre facendo di Ancona la settima città in Italia a dotarsi di un simile sistema.
La scuderia dei cavalli, con annesso deposito tranviario, era ubicata in un'area posta a destra della via Nazionale di fronte all'officina del gas. La rete si componeva di due linee: la prima, lunga 2 km, collegava la stazione ferroviaria, a sua volta inaugurata nel 1861, con la piazza del Teatro delle Muse, la seconda, di oltre 3 km, partiva da piazza Cavour e, percorrendo l'allora nuovo corso Vittorio Emanuele II (poi corso Garibaldi) e il rione degli Archi, arrivava sino a piazza d'Armi, al Piano San Lazzaro.
Il numero dei passeggeri/giorno raggiunse le 1500 unità. L'apposito Regolamento per l'esercizio del tramvia a cavalli stabiliva che le vetture avessero larghezza di 2,2 m e una velocità velocità massima di circa 12 km. orari; ai cocchieri era fatto obbligo di suonare una cornetta agli incroci. Le tariffe erano stabilite in 15 centesimi per ognuna delle tratte in cui era stata divisa la rete. Nel periodo estivo erano impiegate vetture del tipo giardiniera da 40 posti, mentre d'inverno venivano utilizzate vetture chiuse a 25 posti. L'intero organico della tranvia era di circa trenta persone.

### Il tram elettrico

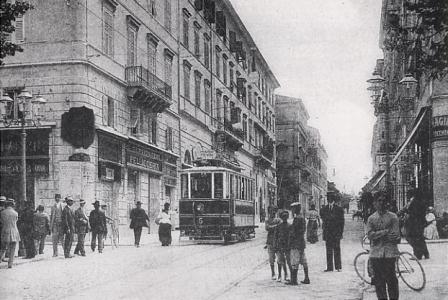
Corso Vittorio Emanuele II

In seguito alla morte del Marotti e al disinteresse manifestato dagli eredi, il Comune di Ancona decise di rilevare il servizio: la rete venne elettrificata e affidata alla neonata Società Tramvie ed Imprese Elettriche (STIE), in base ad un'apposita convenzione stipulata il 25 aprile 1908 e approvata con regio decreto 28 ottobre 1909.
Il nuovo servizio fu inaugurato ufficialmente il 19 ottobre 1909. La direzione d'esercizio fu affidata all'Ing. Emilio Belfrond - direttore dell'esercizio tranviario.
La STIE provvedette dunque all'apertura di una prima linea, dalla stazione a piazza Ugo Bassi, il cui binario percorreva Corso Carlo Alberto e faceva capolinea al termine della stessa, in corrispondenza dell'incrocio con via L. Lotto (allora via S. Giovanni Decollato); la stessa fu in seguito ulteriormente prolungata sino a piazza d'Armi.
Un'altra linea, che collegava la stazione ferroviaria col rione della Palombella, aveva un tracciato che coincideva in parte con la tranvia Ancona-Falconara Marittima, aperta al traffico nel 1913.
Nei decenni successivi, i binari vennero rimossi dalla parte alta di corso Vittorio Emanuele II e da piazza Cavour e spostati in via Marsala e in via Mantovani (poi corso Matteotti); la rete venne inoltre prolungata fino al tiro a segno (poi Stadio Dorico), percorrendo corso Amendola, al tempo denominato corso Tripoli. Ciò permise di servire il rione Adriatico, sorto proprio in quegli anni.

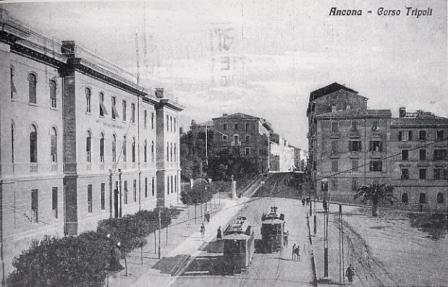
Corso Tripoli

Una significativa modifica che impattò sulla regolarità del servizio si ebbe intorno al 1920, con la realizzazione del cavalcavia poi denominato Piazzale Italia in sostituzione del preesistente passaggio a livello sulla ferrovia Adriatica. Tale attraversamento era stato fino ad allora protetto con cancelli in legno e sorvegliato da un casellante e, per il collaudo della nuova tranvia elettrica, si rese necessario il rilascio di un'autorizzazione dell'allora Direzione Generale delle Ferrovie.
Il tratto che dalla stazione raggiungeva piazza Ugo Bassi venne prolungato fino all'ospedale psichiatrico (allora detto semplicemente "manicomio"), attraverso viale Cristoforo Colombo.
Nel 1933 il servizio fu riscattato dal Comune di Ancona, che lo esercitò in gestione diretta fino al 1943, quando in seguito alla municipalizzazione esso fu affidato all'Azienda Tranviaria Municipale di Ancona (ATMA).

### Dalla guerra alla soppressione
Durante la Seconda guerra mondiale, i bombardamenti sulla città del 1943-1944, in particolare quelli del 16 ottobre e dell'8 gennaio , danneggiarono seriamente le strutture tranviarie e imponendo il 26 aprile 1944 la sospensione del servizio.
Al termine del conflitto l'esercizio venne parzialmente ripristinato, grazie anche alla ricostruzione di alcune vetture: il 5 giugno 1946 venne ripristinato il tratto dalla Stazione al Campo Sportivo Dorico. Gran parte della rete doveva però essere ricostruita e si cominciò a pensare alla sua sostituzione con un servizio filoviario, ritenuto allora più veloce ed economico da realizzare.
L'intera rete tranviaria fu dunque rimpiazzata dal filobus a partire dal 15 marzo 1949, quando fu attivata la linea Piazza IV Novembre-Piazza Cavour con capolinea a Piazza d'Armi. La sigla ATMA mutò contestualmente il significato in Azienda Trasporti Municipalizzati Autofiloviari.

## Caratteristiche

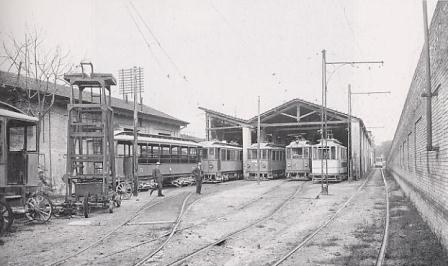
Deposito di via Nazionale

Fin dall'inaugurazione del 1881 fu adottato lo scartamento ordinario, con rotaie di tipo Phoenix posate lungo le strade cittadine.
All'infuori della curva di diramazione dal Corso Vittorio Emanuele II a via Marsala, per la quale era previsto un raggio di 17 metri, in base alla concessione non erano autorizzate curve con raggio inferiore a 20 metri.
Per la trazione elettrica fu adottata la tensione standard di 550 V cc, alimentata con l'energia prodotta presso l'officina sociale di via della Palombella, nella quale erano installate apposite dinamo azionate da motori a gas povero nonché una batteria di accumulatori tampone..

### Sviluppo della rete

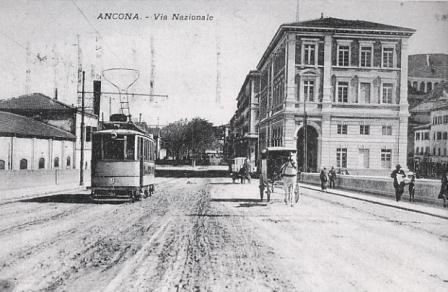
Via Marconi

La rete tranviaria arrivò a raggiungere uno sviluppo complessivo di 11,11 chilometri.
La prima rete con trazione a cavalli della concessione Marotti si articolava sulle due linee di collegamento fra la stazione e la piazza del Teatro delle Muse e fra Piazza Cavour e Piazza d'Armi. In base alla concessione STIE del 1909, la rete era prevista articolarsi nelle seguenti direttrici:
- Linea 1, da piazza Umberto (odierna piazza della Repubblica) a piazza Cavour, percorrendo corso Vittorio Emanuele II (odierno corso Garibaldi).

La linea 1 aveva una diramazione che partiva dall'incrocio tra corso Vittorio e via Marsala, percorreva quest'ultima, poi seguiva via Farina (attuale via Matteotti), via Santa Margherita (in quel tratto, l'attuale corso Amendola) e aveva il capolinea di fronte al tiro a segno nazionale (attuale Campo sportivo dorico).
- Linea 2, da piazza Umberto (odierna piazza della Repubblica) alla stazione ferroviaria, con un percorso che seguiva piazza Garibaldi (odierna Piazza Kennedy), via XXIX Settembre, Porta Pia, via Nazionale (odierna via Marconi), l'officina aziendale, la piazza della stazione e via della Palombella fino all'edificio che ospitava la concia Barducci.

La linea 2 aveva una diramazione che partiva da via Nazionale, attraversava il passaggio a livello della ferrovia Ancona-Foggia, percorreva corso Carlo Alberto, attraversava la Barriera Castelfidardo, proseguiva lungo la strada provinciale per Osimo (la salita del Pinocchio) e arrivava al manicomio provinciale (odierno Cras).
In seguito alle estensioni realizzate dalla STIE, le linee tranviarie negli anni trenta erano strutturate su tre servizi:
- Palombella - stazione centrale - porta Pia - corso Vittorio Emanuele II - via Marsala - via Mantovani (odierna via Matteotti) - corso Tripoli (odierno corso Amendola) - Tiro a segno (odierno Campo Sportivo Dorico);
- stazione centrale - corso Carlo Alberto - piazza Ugo Bassi - viale Cristoforo Colombo - piazza d'Armi - ospedale psichiatrico (odierno Cras);
- stazione centrale - via Flaminia - Palombella - Torrette - Palombina - stazione di Falconara.

Il deposito aziendale sorgeva in via Nazionale, poi via Guglielmo Marconi, nei pressi del cavalcavia ferroviario; lo stesso venne in seguito adibito a rimessa filoviaria fino al trasferimento di quest'ultima in Valle Miano dopo il terremoto del 1972, per essere infine demolito negli anni ottanta.

## Materiale rotabile

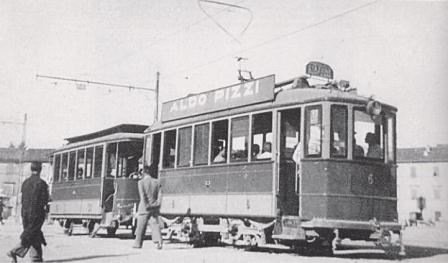
Vettura n.6 con rimorchiata

Per il servizio a trazione elettrica la STIE arrivò a disporre di 19 elettromotrici e 6 rimorchiate, tutte a due assi, realizzate dalle Officine Meccaniche di Reggio Emilia
Le motrici tranviarie erano caratterizzate da 6 finestrini per parte; inizialmente erano verniciate in una livrea chiara, per poi assumere la livrea verde adottata negli anni trenta per i veicoli in servizi di trasporto pubblico, impreziosita da riquadri gialli a filetti rossi che rappresentavano i colori cittadini.
I rimorchi, conformi al tipo presentato con la domanda 16 novembre 1908, erano lunghi 7 metri e presentavano una massa a pieno carico di 6 tonnellate.

## Galleria d'immagini

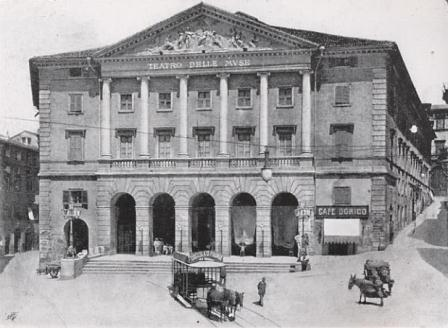
Capolinea al Teatro delle Muse
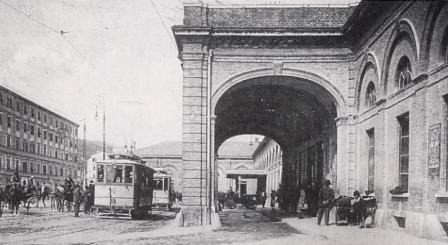
Tram di fronte alla stazione
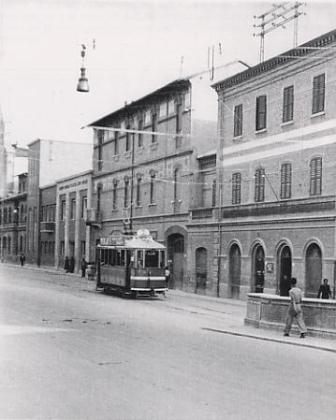
Corso Carlo Alberto
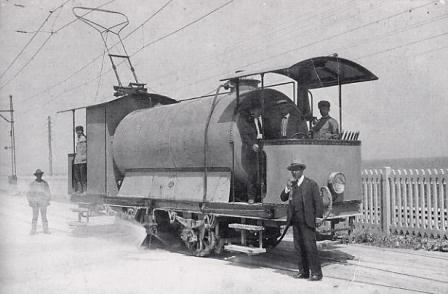
Tram di servizio
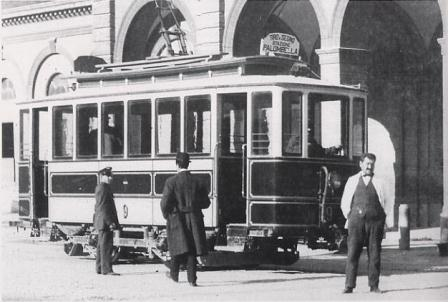
Tram urbano per Palombella